# Ивенак
Ивенак (нем. Ivenack) — община в Германии, в земле Мекленбург-Передняя Померания.
Входит в состав района Деммин. Подчиняется управлению Штафенхаген. Население составляет 901 человек (на 31 декабря 2010 года). Занимает площадь 39,60 км².
Коммуна подразделяется на 6 сельских округов.

## Города-побратимы
- Ивиньяк-ла-Тур (Франция, с 1997)[3]